# Баталинский источник
Баталинский источник — источник горькой, слабительного действия минеральной воды, находящийся восточнее посёлка Иноземцево в Ставропольском крае России, на левом берегу речки Джемухи. В ряде дореволюционных источников, например в «ЭСБЕ», описывается как «Источник Терезии-Марии».

## История
Ф. А. Баталин в 1856 году обнаружил громадное болото из липкой грязи, образовавшееся в месте выхода воды на поверхность, где на водопой приходил скот. Источник горько-соленой воды находился у посёлка Каррас на берегу реки Джемухи. Осмотрев долину р. Кислуши, Ф. А. Баталин насчитал в ней 27 источников.
С 1890 года называется Баталинским источником.
Пробурённые скважины обеспечили выход 3—4 м³/сут минеральной воды, что позволило начать её розлив, и постепенно источник обрёл популярность.
Управление Кавказских Минеральных вод длительное время арендовало источник у местного населения, однако затем выменяло его за 10 десятин земли с лесом.

## Состав воды
- Сухой остаток солей на 1 литр — 23,88 г;
  - SO3 11,1404 г;
  - Cl 1,7787 г.